# Кантвелл, Кристиан
Кристиан Кантвелл (англ. Christian Cantwell; род. 30 сентября 1980 года; Джефферсон-Сити, Миссури, США) — американский легкоатлет, который специализируется в толкании ядра. Личный рекорд (22,54 м) установил 5 июня 2004 года в Грешаме, штат Орегон. Серебряный призёр Олимпийских игр 2008 года в Пекине, чемпион мира 2009 года.
Занял 4-е место на Олимпиаде 2012 года.

## Сезон 2014 года
30 мая на соревнованиях Prefontaine Classic занял 3-е место — 21,38 м.